# フェアリー ジェット・ジャイロダイン

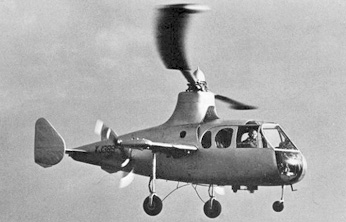
フェアリー ジェットジャイロダイン

フェアリー ジェット・ジャイロダイン（Fairey Jet Gyrodyne）は、イギリスのフェアリー社の開発によるヘリコプターにジャイロダインとオートジャイロの特徴を組み込んだ実験機。

## 設計と開発
ジェット・ジャイロダインは試作機であるフェアリー FB-1 ジャイロダインの2番機を改良した物だった。ジェット・ジャイロダインはレシプロエンジンにより圧縮機を駆動し、作成した圧縮空気にレシプロエンジンと共通の燃料を噴射し点火、回転翼から噴出する事によって回転翼を回転させていた。この方法はフェアリー ロートダインにも用いられている。
( アフターバーナー式・冷風チップジェット 、チップバーナー式 )
ヘリコプター型の操縦席を持つ航空機である。エンジンはアルヴィス レオニデス9気筒星型エンジンを搭載していた。エンジンの上には2枚の羽根があった。反動を打ち消す為のテールローターは無く、2枚の短い翼があり、3車輪式だった。

## 要目
出典:British Aircraft Director
諸元
- 全長：7.6 m（25 ft）
- ローター直径：15.8 m（51 ft 9 in）
- 全高：3.1 m（10 ft 2 in）
- 空虚重量：1,600 kg（3,600 lb）
- 運用時重量：2,200 kg（4,800 lb）
- エンジン：
  - wingtip compressed air/fuel burning × 2
  - アルヴィス レオニデス 空冷星型9気筒レシプロ × 1
    - プロペラ：3翅、エンジンあたり2基

性能
- 最大速度：224 km/h（140 mph、120 kn）